# Parallax Inc.
Pour les articles homonymes, voir Parallaxe (homonymie).

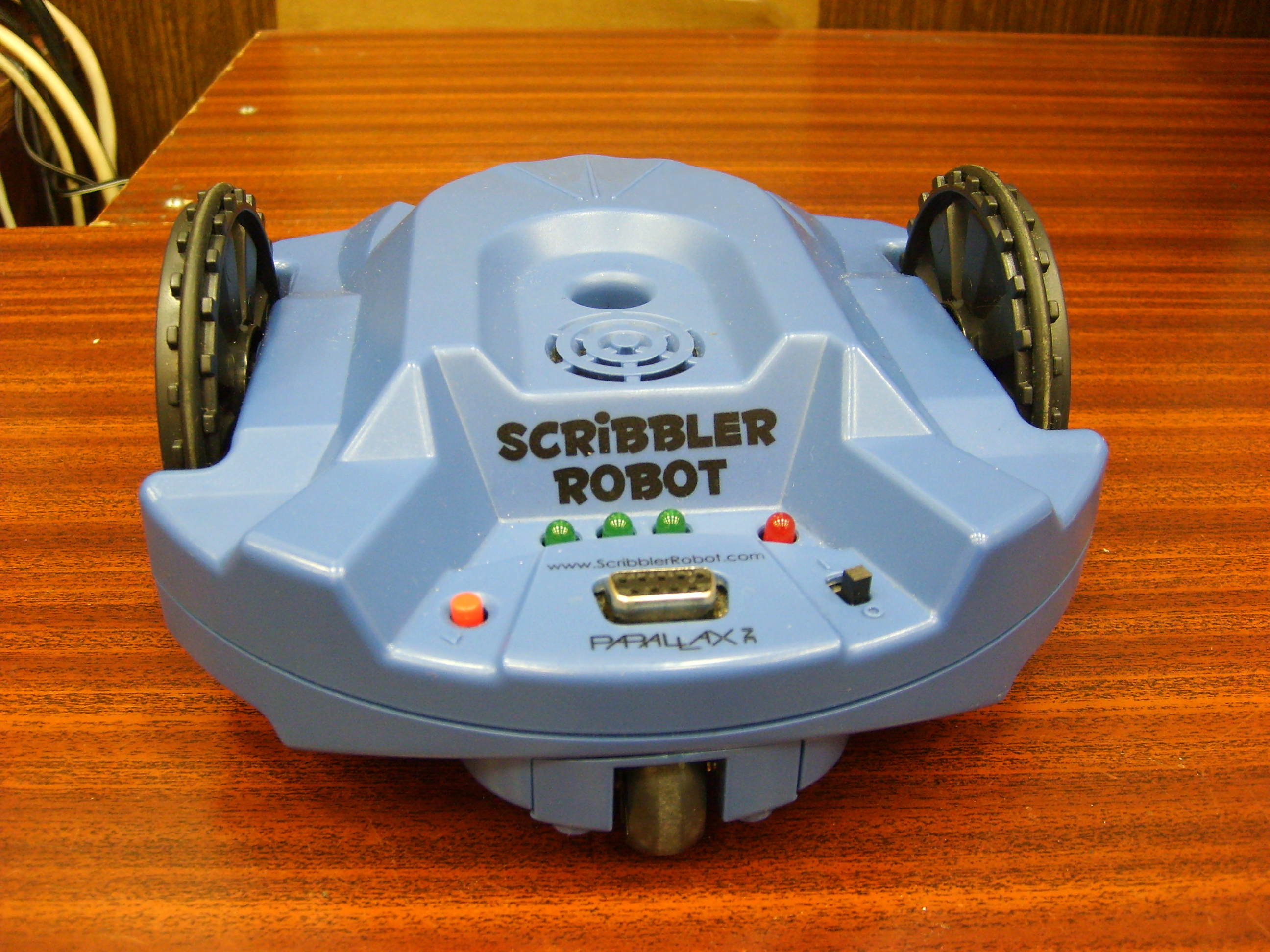
Un robot Parallax.

Parallax Inc. est une société privée basée à Rocklin en Californie. Parallax Inc. conçoit, fabrique et vend des microcontrôleurs BASIC Stamp, des microcontrôleurs Propeller, les accessoires annexes (tels que les LCD, senseurs, modules RF, etc.) et des kits de robotique éducatifs.
Les bureaux de Rocklin emploient 42 personnes en recherche et développement, vente, fabrication, éducation, marketing et support technique. Parallax Inc. a près de 70 distributeurs dans le monde dont RadioShack, Jameco Electronics et Fry's Electronics.

## Sources
- (en) Cet article est partiellement ou en totalité issu de l’article de Wikipédia en anglais intitulé « Parallax, Inc. (company) » (voir la liste des auteurs).